# Абасов Курбан Абас Кулі огли
Курбан Абас Кулі огли Абасов (26 жовтня 1926, село Паїз, тепер Бабецького району, Нахічеванська Автономна Республіка, Азербайджан — 14 вересня 1994, місто Баку, Азербайджан) — азербайджанський радянський діяч, нафтовик, генеральний директор всесоюзного виробничого об'єднання «Каспморнафтогазпром». Депутат Верховної ради Азербайджанської РСР 6—9-го скликань. Депутат Верховної Ради СРСР 4—5-го і 10—11-го скликань. Народний депутат СРСР (1989—1991). Герой Соціалістичної Праці (19.03.1959).

## Життєпис
Народився в селянській родині. Закінчив вісім класів сільської школи. З 1943 по 1944 рік працював колгоспником колгоспу імені Кірова Нахічеванського району.
У 1944 році переїхав до Баку. З 1944 року — верховий робітник тресту «Артемнафта» Артемовського району Баку, пізніше — помічник бурильника, бурильник бурової контори об'єднання «Азнафта».
Член ВКП(б) з 1948 року.
У 1950—1952 роках — буровий майстер бурової контори об'єднання «Азнафта» в Баку.
У 1952—1959 роках — начальник дільниці контори буріння № 1 нафтопромислового управління «Гюргяннафта». Брав участь у відкритті родовища «Нафтове каміння».
Одночасно в 1958—1966 роках — член президії Комітету дружби народів Азії та Африки.
Указом Президії Верховної ради СРСР від 19 березня 1959 року за визначні успіхи, досягнуті у справі розвитку нафтової та газової промисловості Абасову Курбану Абас Кулі огли присвоєно звання Героя Соціалістичної Праці з врученням ордена Леніна та золотої медалі «Серп і Молот».
У 1959—1962 роках — директор контори буріння нафтопромислового управління «Піщанийнафта» («Орджонікідзенафта») Азербайджанської РСР.
У 1962 році закінчив заочно Азербайджанський державний інститут нафти та хімії імені Азізбекова.
У 1962—1967 роках — директор контори буріння нафтопромислового управління імені Серебровського Азербайджанської РСР.
У 1967—1976 роках — керуючий тресту «Азморнафторозвідка», а потім «Каспморнафторозвідка».
У 1976—1980 роках — заступник начальника виробничого об'єднання «Каспморнафта» та одночасно, в 1977—1980 роках — начальник нафтогазовидобувного управління імені ХХІІ з'їзду КПРС («Нафтове каміння») міста Баку Азербайджанської РСР.
У 1980—1988 роках — начальник всесоюзного виробничого об'єднання «Каспморнафтогазпром» Міністерства газової промисловості СРСР в місті Баку. У 1988—1992 роках — генеральний директор всесоюзного виробничого об'єднання «Каспморнафтогазпром» у місті Баку.
У 1992—1994 роках — головний радник Державної нафтової компанії Азербайджану.
Помер 14 вересня 1994 року в місті Баку. Похований на Алеї честі міста Баку.

## Нагороди
- Герой Соціалістичної Праці (19.03.1959)
- два ордени Леніна (7.12.1957; 19.03.1959)
- орден Жовтневої Революції (3.10.1980)
- два ордени Трудового Червоного Прапора (30.03.1971; 30.12.1985)
- орден «Знак Пошани» (23.05.1966)
- орден «Слава» (Азербайджан) (1994)
- медаль «За доблесну працю. В ознаменування 100-річчя з дня народження Володимира Ілліча Леніна» (1970)
- медаль «За трудову відзнаку» (14.05.1951)
- медаль «За доблесну працю у Великій Вітчизняній війні 1941—1945 рр.»
- медалі
- Сталінська премія І ст. (1951)
- Державна премія Азербайджанської РСР (1972)
- Заслужений інженер Азербайджанської РСР (1975)
- Майстер нафти Азербайджанської РСР
- Почесний нафтовик СРСР